# Liste der Burgställe in München
Diese Seite gibt einen Überblick über Burgställe, also Stellen, an denen einmal eine Burg stand, im Stadtgebiet von München. Burgställe in dem an das Stadtgebiet angrenzenden Landkreis München sind unter Burgställe im Landkreis München aufgelistet. Von den mittelalterlichen Burganlagen im Stadtgebiet sind heute nur noch der Alte Hof und Schloss Blutenburg   erhalten, alle übrigen sind abgegangen. Von einigen der angegangenen Burgen sind noch Reste sichtbar, andere sind nur aus Urkunden bekannt. Von diesen ist oft die genaue Lage ungewiss, bei manchen kann auch die Existenz nur vermutet werden. Soweit der Standort bekannt ist, sind diese Burgställe meist als Bodendenkmal in die Bayerische Denkmalliste eingetragen.

## Burgställe
| Burgstall                     | Lage                                                | Entstehung     | Erwähnung | Abgang          | Anmerkungen | Bild               |
| ----------------------------- | --------------------------------------------------- | -------------- | --------- | --------------- | --- | ------------------ |
| Burgstall Altheim             | Altstadt, Altheim (vermuteter Standort)             |                |           |                 | vermutete Burgstelle im Bereich des Damenstifts, evtl. an der Stelle des Hochbunkers Hotterstraße, im Sandtnerschen Stadtmodell steht dort ein achteckiger Turm |                    |
| Burgstall Aubing              | Aubing, Teufelsberg in der Aubinger Lohe (Standort) |                |           |                 | ehemalige Turmhügelburg, auch Teufelsschanze genannt, Bodendenkmal | weitere Bilder     |
| Neuveste                      | Altstadt, Münchner Residenz (Standort)              |                |           |                 | |                    |
| Burgstall Oberföhring         | Oberföhring (Standort)                              | um 1000        |           | 1156/58         | Bodendenkmal |                    |
| Burgstall Pasing              | Pasing (Standort)                                   | um 1100        | 1381      | um 1500         | Wasserburg auf Turmhügel, Nachfolgerbauten entstanden um 1500 und 1788 auf dem alten Burggelände, 1815 endgültiger Abriss des Hofmarkschlosses und Neubau von Schloss Gatterburg südlich der alten Burgstelle, Wasserring und etwa 6 m hoher Hügelrest sind noch erhalten. Bodendenkmal |                    |
| Burgstall auf dem Petersbergl | Altstadt, Petersbergl (vermuteter Standort)         |                |           |                 | vermutete Burgstelle |                    |
| Burgstall in der Residenz     | Altstadt, Münchner Residenz (vermuteter Standort)   |                | 1336      |                 | bei Erwähnung bereits Burgstall |                    |
| Burgstall Schwabing           | Schwabing (vermuteter Standort)                     | 12./13. Jhd.   |           | vor 1336        | vermutete Burgstelle |                    |
| Burgstall Sendling            | Thalkirchen, Hinterbrühl (vermuteter Standort)      | 1268           | 1288      | spätes 13. Jhd. | vermutete Burgstelle der Stammburg des Adelsgeschlechts der Sentilinger |                    |
| Burgstall Warnberg            | Solln, Gut Warnberg (Standort)                      | frühes 12. Jh. | 1185      |                 | ehemalige Turmhügelburg, Reste des Turmhügels (sog. "Balde-Höhe") erhalten, mit 580,50 m höchster Punkt der Stadt München, Bodendenkmal | Burgstall Warnberg |